# Asheldham
Asheldham is een civil parish in het bestuurlijke gebied Maldon, in het Engelse graafschap Essex met 142 inwoners.